# Flims
Flims (rätoromanisch Flemⓘ [flɛm]) ist eine politische Gemeinde im Schweizer Kanton Graubünden. Die Gemeinde, die zur Region Imboden gehört, ist in Flims Dorf und Flims Waldhaus unterteilt. Zu Flims gehören auch die Dorfteile Fidaz und Scheia.
Flims bildet gewissermassen eine Passhöhe der Hauptstrasse 19. Diese steigt von Reichenau nach Flims 500 Höhenmeter an und verliert über Laax bis Ilanz wieder 400 Meter an Höhe.

## Geographie

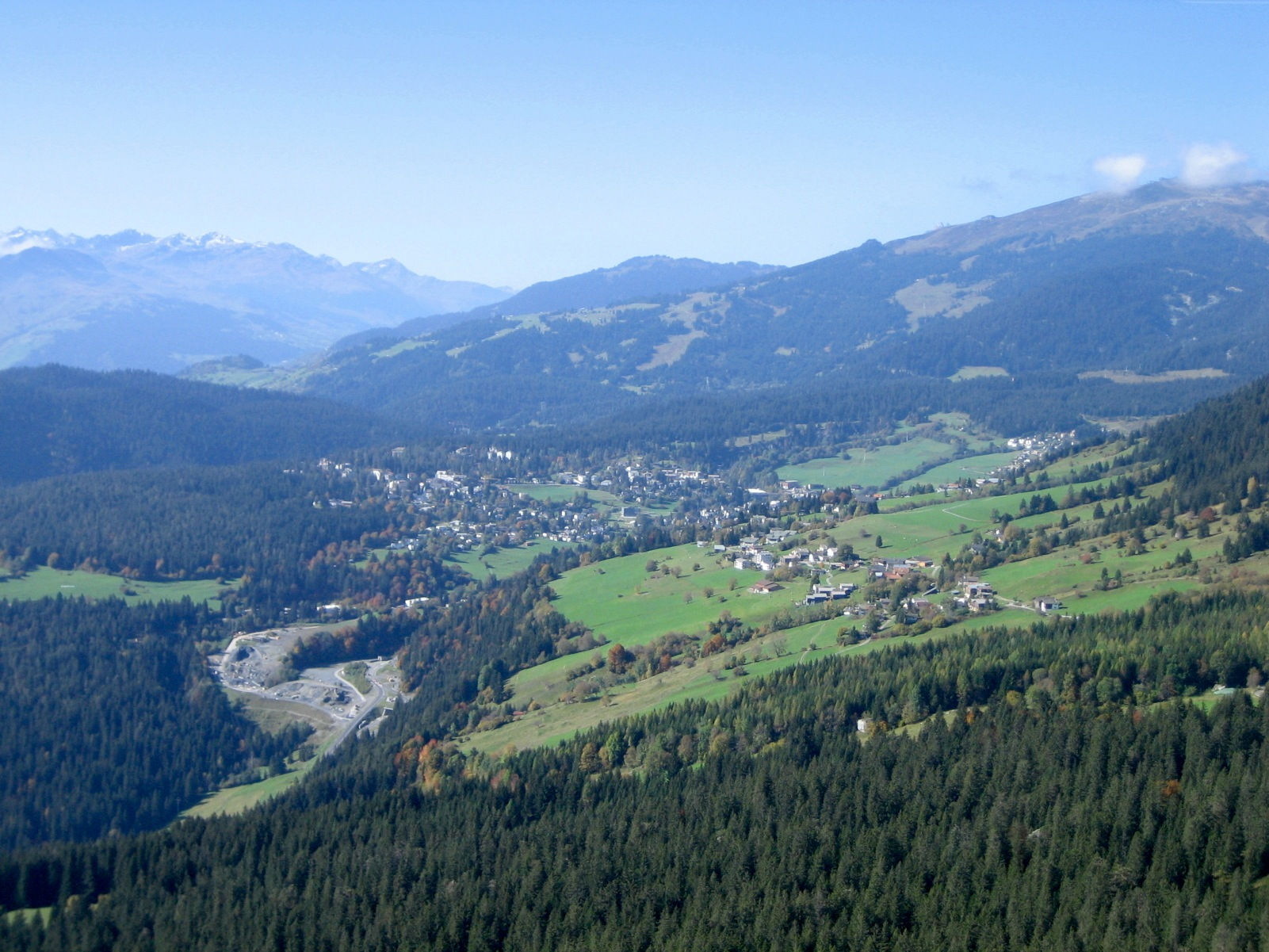
Das Hochtal von Flims; im Vordergrund Fidaz, dahinter auf einer waldigen Kuppe Flims-Waldhaus; Blick von Belmont

Historisches Luftbild aus 400 m von Walter Mittelholzer von 1923

Die Ortsteile Flims-Dorf und Flims-Waldhaus liegen zu beiden Seiten des Tals des Flem, der kurz oberhalb die Stenna-Schlucht bildet. Die Schleife der Strasse hinunter zur alten Brücke am Ende der Schlucht wurde 1959 durch eine direkte Stennabrücke ersetzt, die seither den Verkehr zwischen den Dorfteilen erleichtert. Die Oberalpstrasse durch Flims diente bis zur Eröffnung der vor allem in zwei Tunnels verlaufenden Ortsumfahrung im Jahr 2007 auch der Erschliessung der Surselva.
Auf dem Schuttkegel des Flimser Bergsturzes, im Süden der Gemeinde, liegt der Grosswald Flims mit seinen vier Seen. Der grösste, der Caumasee (Lag la Cauma), mit seiner auffallenden Färbung hat einen jahreszeitlich schwankenden Pegel. Der oberste See, der Lag Prau Pulté, fällt im Winter gänzlich trocken. Im Sommer hingegen läuft er über und speist so den Lag Prau Tuleritg, welcher fast auf der Höhe des Caumasees in einer eigenen Geländekammer liegt. Bis auf den Bach vom Pulté zum Tuleritg gibt es nur unterirdische Zu- und Abflüsse. Auffällig ist dies beim Lag Prau Pulté, weil das aus dem Untergrund aufstossende trübe Wasser immer wieder Luftblasen an die Oberfläche mitreisst. Der weiter östlich liegende Crestasee ist als Badesee bekannt; er hat einen konstanten Pegel.
Südlich des Grosswalds liegen die Steilwände der Rheinschlucht Ruinaulta. Sie fallen rund 350 Meter zum Vorderrhein hin ab.
Im Norden steht die imposante Wand des Flimsersteins, welche bis 2015 durch die Bahn auf den Cassons touristisch erschlossen war. Nordwestlich davon, am Piz Segnas und an den Tschingelhörnern, ist das UNESCO-Weltnaturerbe Glarner Hauptüberschiebung markant sichtbar, auch bekannt als Tektonikarena Sardona.
Beim Piz Sardona findet sich ein Dreikantonseck zu den Kantonen Glarus und St. Gallen ().

## Name
Der Name leitet sich ursprünglich ab vom lateinischen Wort fluvius für ‹Fluss›. Nicolin Sererhard schrieb 1742: «Flimss führt seinen Nammen von den schönen Wasserquellen, die im Fleken hervorquellen, […] dann Flümss heisst in Rhätischer Sprach so viel als Flumina, Wasserflüsse.» Ulrich Campell schrieb um 1750: “Hoc est Flumina, forsan ob frigidissimus vivosque fontium numero undecim latices […]”.
Sererhard und Campell zeigen, dass sich der Name Flims auf die Quellbäche bezieht, die einst durch das Dorf strömten. Das deutsche «Flims» mit seinem Mehrzahl -s hat also die ursprüngliche Bedeutung besser bewahrt als das romanische «Flem», das das s abgeworfen hat, weil seine Bedeutung offenbar nicht mehr verstanden wurde, man bezog den Namen auf den gleichnamigen Fluss.

## Geschichte
Erstmals urkundlich erwähnt wurde Flims 765, als Bischof Tello von Chur zahlreiche Gebiete der unteren Surselva, darunter seinen Erbteil der Ortschaft Flemme (Flims) dem Kloster Disentis vermachte. Neben dem Bistum Chur besass vermutlich 840 das Kloster Pfäfers in Flims und Fidaz Grundbesitz. Weitere mittelalterliche Grundherren von und in Flims waren das Kloster St. Luzi in Chur, die Freiherren von Belmont und ihre Nachfolger, die Freiherren von Sax-Misox. Nach 1300 siedelten romanisierte Walser aus Vals in Fidaz und Scheia.
Ab 1399 gehörte Flims als Gerichtsgemeinde zum Grauen Bund. 1412 kaufte es sich von Pfäfers und 1538 von den Sax-Misoxer Herrschaftsrechten los, die inzwischen an Chur übergegangen waren. 1526–1528 führte der Flimser Ammann und Landrichter des Grauen Bundes Hans von Capol (1470–1560) zusammen mit seinem Bruder Wolf von Capol (1473–1563) die Reformation durch. 1538 gelang es Flims, alle Rechte des Churer Bischofs aufzukaufen und sich in Freiheit rasch weiterzuentwickeln.
Während der Bündner Wirren im Dreissigjährigen Krieg kam Flims eine gewisse Bedeutung zu, als der später zum katholischen Glauben konvertierte Jörg Jenatsch 1621 vor dem Hause seines politischen Gegners und Protestanten Joseph von Capol erschien und ihn niederschiessen liess. Im Mai 1799 kam es zu Kämpfen der Truppen Napoleons gegen die Bündner Oberländer in der Nähe von Reichenau. Die Schlacht mit über 600 Toten hinterliess in Flims keine Spuren. Die Franzosen marschierten auf ihrem Rachefeldzug zwar durch Flims, verschonten aber das Dorf. Dies geschah aus Respekt vor dem späteren Offizier der Ehrenlegion, Hauptmann Ragettli, der an der Niederlage der Oberländer massgeblich beteiligt war. Österreichische, französische und russische Truppen wechselten sich damals in Bünden als plündernde Besatzer ab.

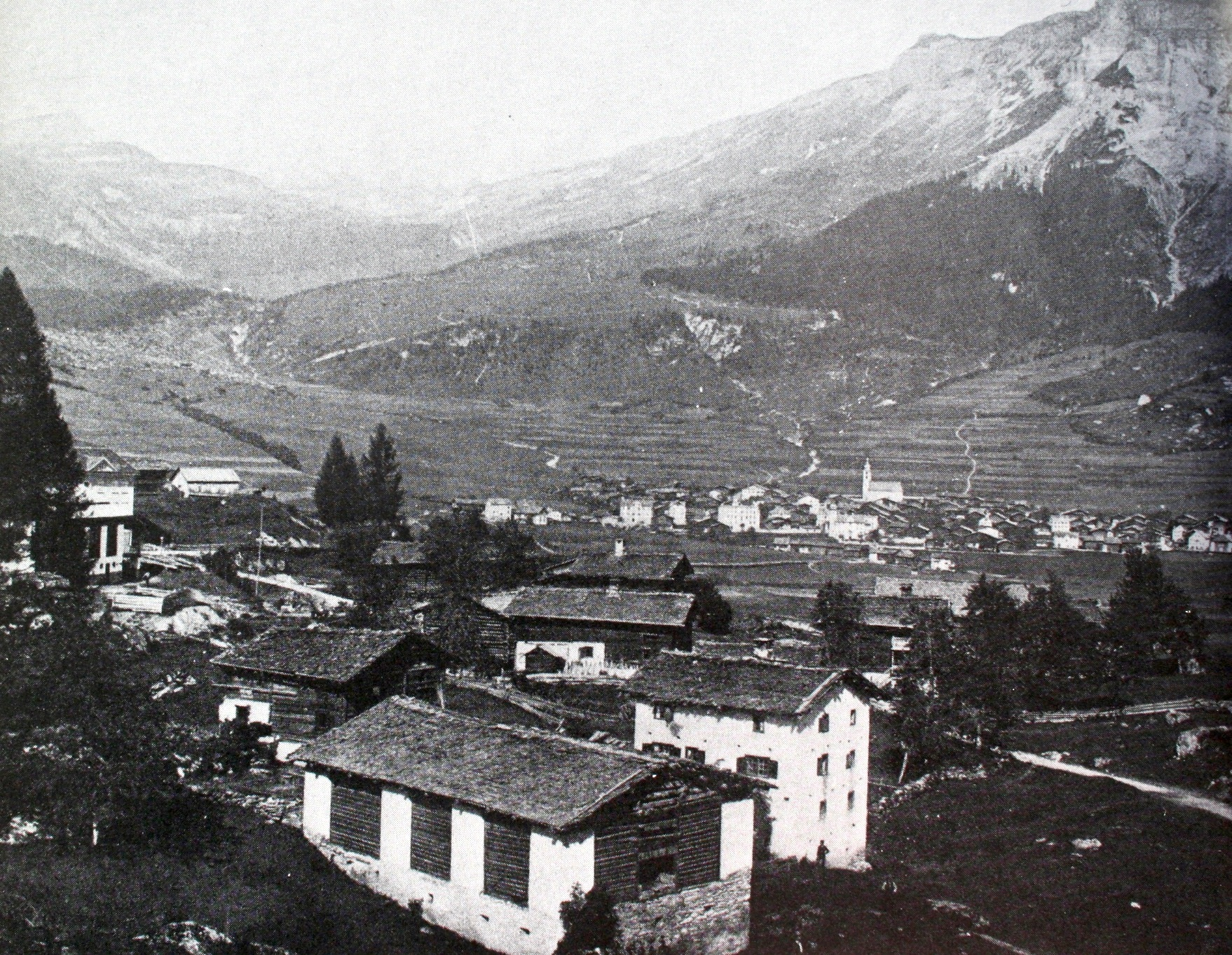
Flims um 1900

Im 19. Jahrhundert entwickelte sich Flims kontinuierlich zum Kurort, und zahlreiche Hotels nahmen ihren Betrieb auf. 1904 wurde der Kur- und Verkehrsverein gegründet. 1910 begann der Wintertourismus, der nach dem Zweiten Weltkrieg einen starken Aufschwung nahm. Am Tag des Waffenstillstandes 1945 war Baubeginn für die Sesselbahn nach Foppa, der ersten kuppelbaren Sesselbahn der Welt. Sie ersetzte den Traktorschlitten, mit welchem die Skigäste vor dem Krieg nach Foppa gefahren worden waren. Zwei Jahre später wurde die zweite Sektion nach Naraus in Betrieb genommen.
Zur Erschliessung von Flims wurde die Gemeinde beim Eisenbahnbau übergangen. Aus den verschiedenen Varianten des Projektes der Bahnlinie nach Ilanz wurde 1898 die Variante durch die Rheinschlucht beschlossen, somit waren weder Flims noch Versam auf der gegenüberliegenden Talseite erschlossen. Während Versam einen Bahnhof erhielt und heute mit dem Postauto erreichbar ist, wurden auf der Flimser Seite zwei Varianten diskutiert, worauf die Gemeinde zwei Konzessionsgesuche einreichte. Eine Standseilbahn von Versam Station nach Conn scheiterte vor allem an der Steilheit des Geländes, da Konzessionen auf 660 Promille beschränkt wurden, während hier 690 Promille sinnvoll gewesen wären. Für die Schmalspurbahn von Reichenau her wurde am 5. Juni 1908 vom Ständerat eine Konzession vergeben, welche vom Nationalrat am 12. Juni bestätigt wurde. Die Verzögerung durch die Unentschlossenheit der Gemeinden führten zu finanziellen Problemen für das Projekt und trotz Verlängerungen der Konzession zum Abbruch des Projektes aufgrund des Ersten Weltkriegs.
Trotz des bündnerischen Automobilverbots für den Privatverkehr bis 1925 erhielt Flims am 15. Juni 1919 eine Konzession für den Sommerbetrieb eines Postautos von Reichenau nach Flims aufgrund eines bundesrätlichen Beschlusses am 5. April. Zehn Jahre später waren auf dieser Strecke bereits fünf ehemalige Saurer-Militärlastwagen für den Postautodienst in Betrieb, was den Tourismus in Flims und der Surselva beflügelte. Gleichzeitig entstanden weitere Projekte zur touristischen Erschliessung der ganzen Region mittels Finanzen von Privaten und Hoteliers.
Am 26. Oktober 1956 wurde die Gondelbahn auf den Cassonsgrat (2700 m ü. M.) eingeweiht. Nach einem Brand im Jahre 2018 wurde der Luftseilbahnbetrieb gänzlich eingestellt, neue Projekte sind in Bearbeitung. Im Januar 1969 nahm die damals mit 3,7 km Strecke weltweit längste Drahtseilbahn nach Startgels den Betrieb auf.
Am 6. Juni 2006 wurde Flims ein Opfer eines Grossbrandes: Im Oberdorf brannten am Abend sieben Wohnhäuser und sieben Ställe komplett nieder; über zwanzig Menschen verloren ihr Heim. Vom 18. September bis 6. Oktober 2006 fand in Flims die Herbstsession der eidgenössischen Räte statt. Wegen Bauarbeiten im Bundeshaus in Bern tagten die Räte auswärts. Als Referenz an die vierte Landessprache fand die Session (romanisch: Sessiun) im rätoromanischen Kantonsteil von Graubünden statt. Seit dem 28. Oktober 2007 wird Flims von einem Umfahrungstunnel vom Durchgangsverkehr entlastet. Am 6. Dezember 2018 wurde nach vier Jahren Bauzeit das Dorfzentrum «Stenna Flims» eröffnet, wobei gleichzeitig die angrenzende Stennabrücke saniert worden war.

## Wappen
| Wappen von Flims | Blasonierung: «In Gold (Gelb) auf rotem Grund Sankt Martin zu Pferd, der mit einem silbernen (weissen) Schwert seinen Mantel teilt und eine Hälfte einem kauernden Bettler gibt.» |
| Wappen von Flims | In ihren Anfängen führte die Gemeinde Flims als Siegel den goldenen Pfeil auf schwarzem Grund, das Zeichen der Herren von Capol, die ab dem 15. Jahrhundert häufig als Ammänner die Geschicke der Gemeinde leiteten. Nachdem sich Flims zur Reformationszeit von der Abtei Pfäfers und vom Churer Gotteshaus zu lösen begonnen hatte, schuf sich die Gemeinde ein eigenes Siegel. |

## Bevölkerung
| Jahr      | 1850 | 1900 | 1950 | 1980 | 1990 | 2000 | 2010 | 2012 | 2014 | 2019 |
| --------- | ---- | ---- | ---- | ---- | ---- | ---- | ---- | ---- | ---- | ---- |
| Einwohner | 906  | 789  | 1148 | 2136 | 2258 | 2549 | 2587 | 2571 | 2637 | 2912 |

Zwischen 1850 und 1870 kam es zu einer grösseren Abwanderungswelle aus Flem (1850–1870: −18 %) in die Industriezentren der Region. Danach pendelte die Einwohnerzahl bis 1900 um die 800-Einwohner-Marke. Die Bevölkerungszahl stieg zwar in der ersten Hälfte des 20. Jahrhunderts deutlich an (von 789 auf 1148 Personen oder +45 %), doch ist Flims erst durch die touristische Erschliessung in raschem Tempo gewachsen (1950–2005: +127 %). Statt 906 Einwohner wie im Jahre 1850 zählt die Gemeinde heute rund 2900 Bewohner.

### Sprachen
Um 1300 wanderten Walser in Teile des Orts ein. Diese wurden jedoch im Gegensatz zu anderen Regionen Graubündens von den ansässigen Bündnerromanen, welche die Mundart Surselvisch sprachen, romanisiert. Mit dem Aufkommen des Fremdenverkehrs sank der Anteil der Romanischsprachigen von 1880 87 % über 1910 74 % auf 1941 55 %. Diese Entwicklung ging nach dem Zweiten Weltkrieg weiter und dauert bis heute an. Besonders stark war der Rückgang in den 1980er-Jahren (1980–1990: −54 %).
Die Einwohner von Flims sind somit heute grösstenteils deutschsprachig. Anlässlich der Volkszählung im Jahr 2000 gaben nur noch 18 % der Flimser an, Romanisch zu verstehen. Nach Deutsch und Rätoromanisch ist Portugiesisch mit 5 % Anteil an der Bevölkerung dritthäufigste Hauptsprache. Somit sprechen heute weniger Leute die ursprüngliche rätoromanische Sprache als die Zuwanderer aus Südeuropa. Alleinige Amtssprache der Gemeinde ist heutzutage Deutsch.

### Herkunft und Nationalität
Von den 2722 Bewohnern Ende 2016 waren 2118 (= 78 %) Schweizer Staatsangehörige.

## Tourismus

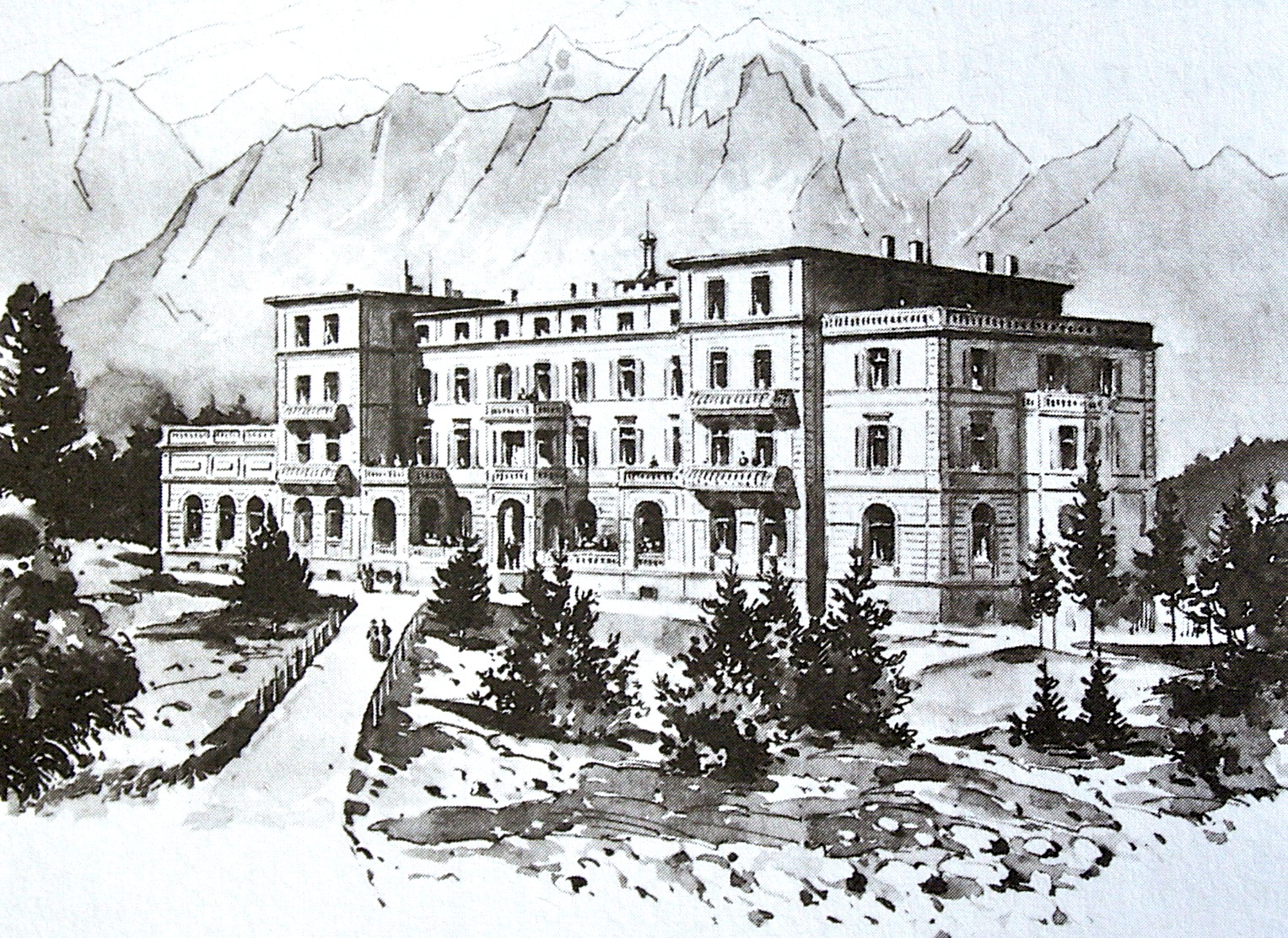
Das Hotel Waldhaus 1877

Tourismusplakat von Johannes Handschin 1939

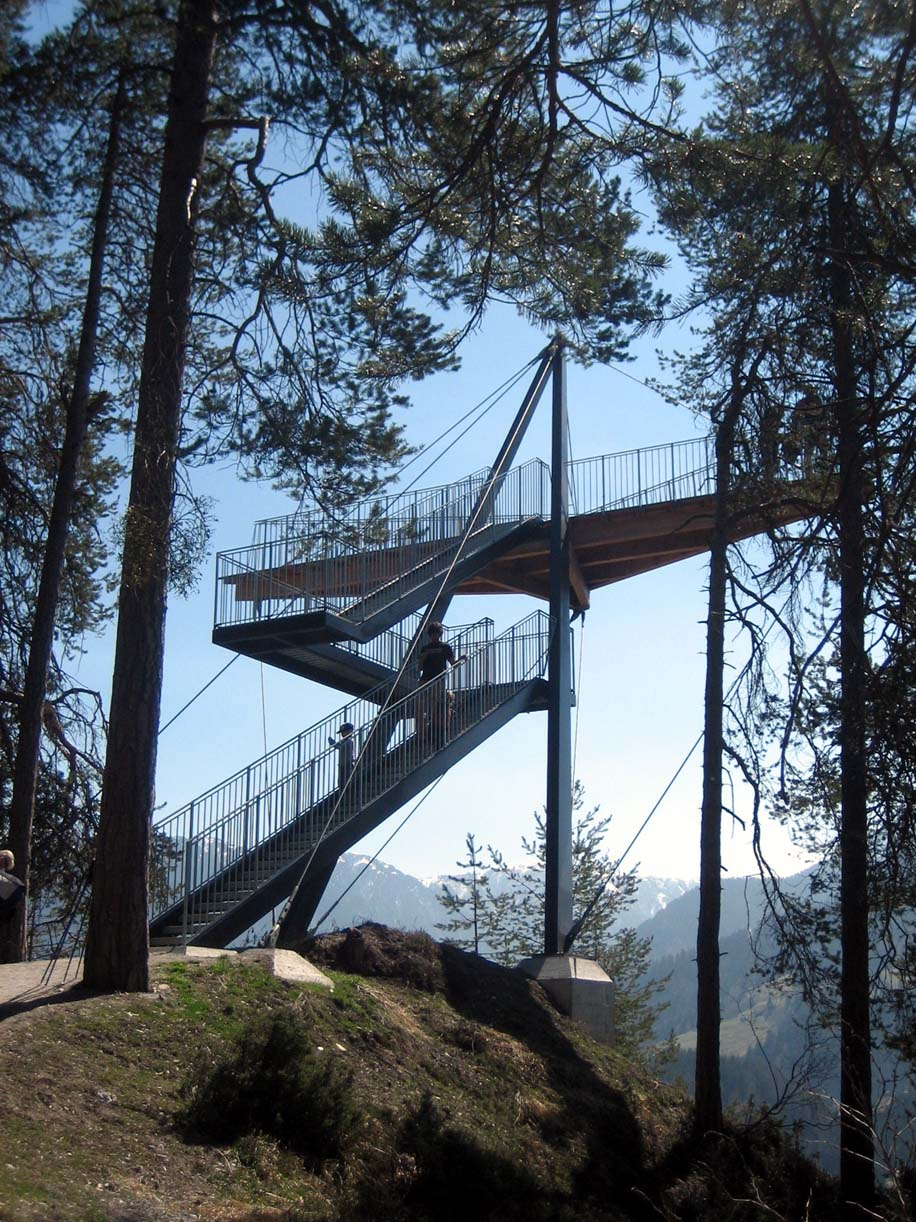
Il spir bei Conn

Die bekanntesten Hotels in Flims sind das 1877 eröffnete Hotel «Waldhaus» in einem Hotelpark mit einer Fläche von 200’000 m2 sowie das Hotel «Schweizerhof», das 1903 eröffnet wurde und in welchem auch der Schweizer Filmemacher Daniel Schmid aufgewachsen ist. Das erste Hotel war das an der Hauptstrasse liegende Haus «Segnes und Post». Im Sommer 1873 weilte Friedrich Nietzsche vier Wochen lang dort und äusserte sich in Briefen begeistert über die Bäder im Caumasee und die Molkenkuren.
Bis in die frühen 1970er-Jahre blieb für Flims jene im Sommer dank des Grosswaldes und des Caumasees – und treuen Stammgästen – die Hauptsaison. Der Wintersport wurde schon früh als Möglichkeit für eine zweite Saison erkannt. Risikofreudige Hoteliers bauten noch vor dem Zweiten Weltkrieg in ihren Häusern eine Zentralheizung ein. Kurz vor dem Krieg kam ein Motorschlittenzug mit einem Hürlimann-Raupentraktor zum Einsatz. Die Abgase des Traktors versorgten in den beiden Anhängern angebrachte Fussheizungen. Der Traktor wurde bei Ausbruch des Krieges von der Armee requiriert. Der erste Skikurs, schon 1908, musste wegen zu vielen Schnees abgesagt werden. Die Sesselbahn nach Foppa fuhr bei der Eröffnung am 16. Dezember 1945 vorerst auf Holzmasten, da Stahl während des Krieges nicht verfügbar war; umso mutiger waren die Aktionäre der Bahn. Die Bahn auf den Cassonsgrat war bis zu ihrer Betriebsschliessung 2015 und einem Brand 2018 die älteste konzessionierte Luftseilbahn der Schweiz.
Heute verfügt das Gebiet sommers über ein ausgebautes Bike- und Wanderwegnetz im UNESCO-geschützten Naturraum des Piz Sardona. Seit September 2006 steht zudem südlich von Flims bei Conn die Aussichtsplattform Il spir 380 Meter über dem Rhein am Rand der Ruinaulta und bietet Ausblicke über die Schlucht.
1962 wurden im Nachbarort Laax die ersten Lifte gebaut. Das nachbarschaftliche Verhältnis zu Flims war nicht sehr wohlwollend. Die im Raume Nagens auf Laaxer Gemeindegebiet liegenden Liftanlagen der Bergbahnen Flims konnten nur dank Bundesgerichtsentscheiden in Betrieb genommen werden. Die 1972 auf die Gemeindegrenze heran gebaute Graubergbahn war ein offensichtliches Ergebnis dieses Zwistes, da die Station knapp an der Gemeindegrenze lag. Nach langer Zeit mit einem Tarifverbund im Gebiet Nagens entstand mit dem Zusammenschluss der «Bergbahnen Crap Sogn Gion» und der «Bergbahnen Flims» 1996 die Weisse Arena Gruppe. Die Wintersaison war inzwischen wirtschaftlich bedeutender geworden als die Sommersaison. 28 Bahnen und 224 Pistenkilometer bildeten heute im Jahr 2011 das Rückgrat des Skigebiets.
Das sich auf den Gemeindegebieten von Flims, Laax, Falera, Ladir und Ruschein erstreckende Skigebiet ist von Flims, Laax und Falera her erschlossen und wird unter dem Markennamen LAAX vermarktet. Die räumlich identische Sommerdestination dagegen wurde aus den vorgenannten Gründen unter dem Namen Flims verkauft. Dies ist seit der Implementierung der neuen Markenstrategie der Destination im Jahr 2019 nicht mehr der Fall: Beide Markennamen, Flims und LAAX, werden seither ganzjährig verwendet und nicht mehr nach Saison, sondern nach touristischen Produkten und Angeboten unterteilt.
Flimser Feriengäste sind auch im Winter zu gut 30 Prozent Nicht-Skifahrer, welche die Angebote für Winterwandern wahrnehmen oder auch Eisläufer und Curlingspieler sein können.

## Sehenswürdigkeiten

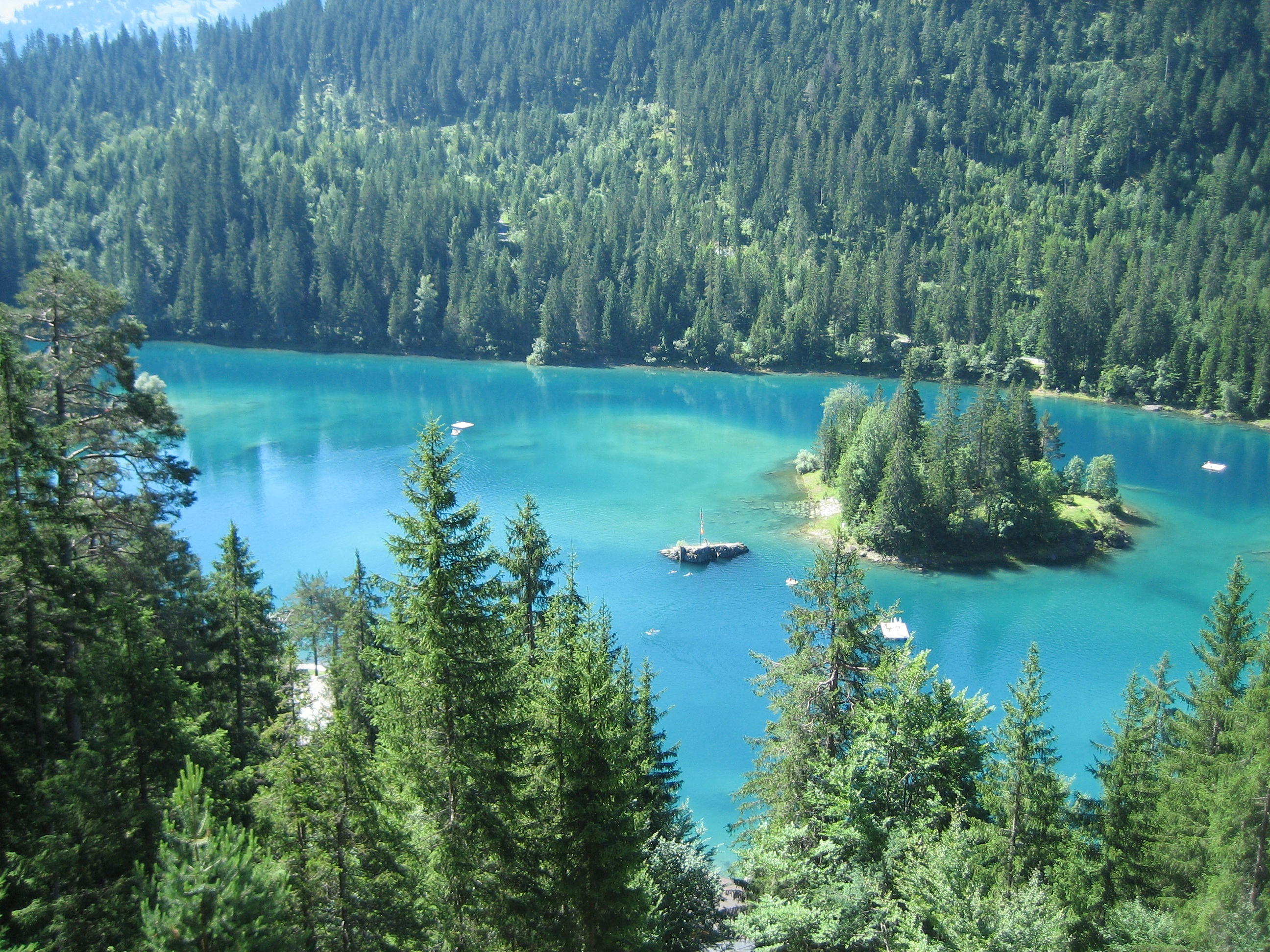
Caumasee

- Reformierte St. Martinskirche in Flims
- St. Simplizi-Kapelle in Fidaz
- Atelier Olgiati
- Gelbes Haus, Ausstellungsstätte in Flims
- Alte Post[16]
- Ehemaliges Pfründ- und Schulhaus[17]
- Ehemaliges Schloss-Hotel[18]
- Ensemble von Bauten[19]
- Haus Hans von Capol[20]
- Haus Wolf von Capol[21]
- Haus Herkules von Capol (heute UBS)[22]
- Hotel Schweizerhof[23]
- Hotelmuseum im Hotel Waldhaus
- Schlössli Flims, Rathaus

### Ausserhalb des Ortes

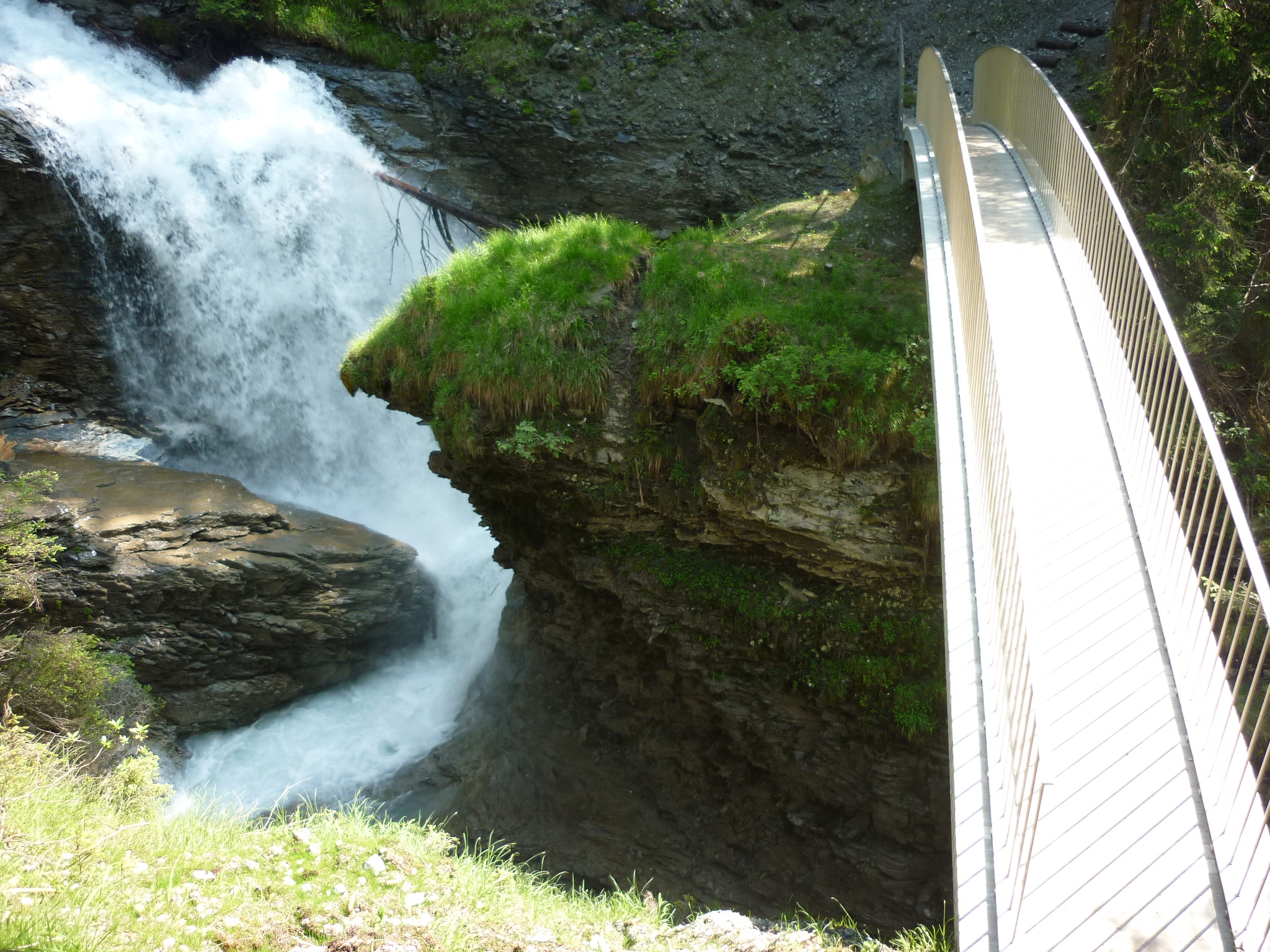
Wasserweg «Trutg dil Flem»

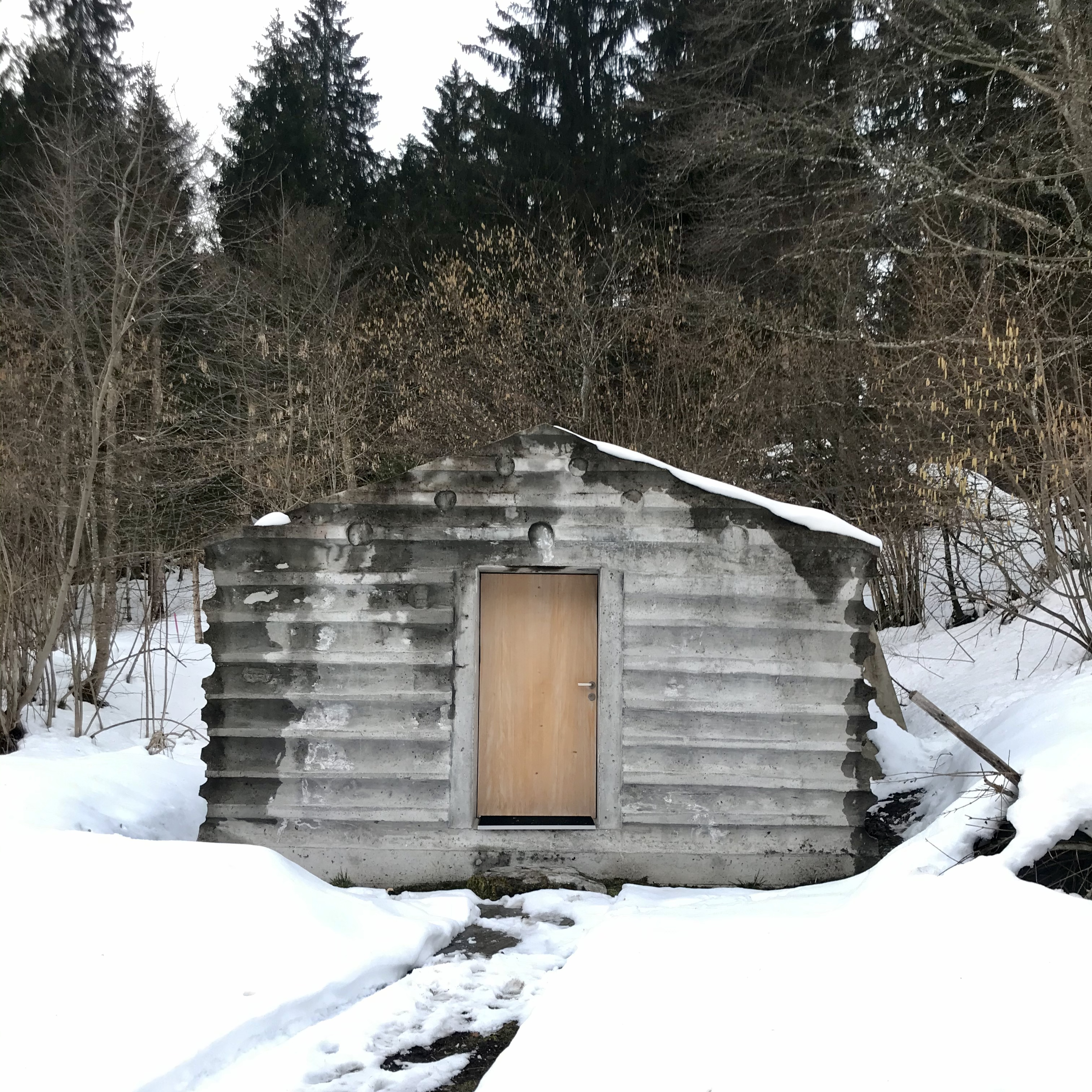
Berghütte Refugi Lieptgas, Flims Waldhaus

- Parc la Mutta in Falera, grösste Megalithenanlage in der Schweiz
- Sternwarte Mirasteilas in Falera, das grösste öffentlich zugängliche Observatorium in der Schweiz
- Romanischer Sprachlehrpfad
- Burg Belmont, Burgruine bei Fidaz
- Badeseen Caumasee und Crestasee
- Il spir, Aussichtsplattform bei Conn
- Rheinschlucht Ruinaulta
- Flimser Wasserweg «Trutg dil Flem»
- Der Waldwipfelpfad Laax gilt als der längste Baumwipfelpfad der Welt. Er ist 1560 Meter lang und wurde am 11. Juli 2021 eingeweiht.
- Berghütte Refugi Lieptgas, Flims Waldhaus, von Nickisch Walder

## Persönlichkeiten
- Martin Accola (1928–2012), Pfarrer und Dekan der reformierten Bündnerkirche
- Sina Candrian (* 1988), Snowboarderin
- Hans von Capol (1470–1560), Hauptmann, Ammann von Flims und Landrichter[24]
- Wolf von Capol (1473–1563), Müller und Ammann von Flims[25]
- Gian Fontana (1897–1935), Schriftsteller
- Stefan Gabriel (1570–1638), evangelisch-reformierter Pfarrer in Flims 1593–1599 und Begründer der rätoromanischen Schriftsprache des surselvischen Idioms[26]
- Lucius Gabriel (1597–1663), evangelisch-reformierter Pfarrer in Flims 1632–1638 und 1638–1663 und Bibelübersetzer in die rätoromanische Schriftsprache des surselvischen Idioms[27]
- Jules Geiger (1898–1987), Fotograf und Postkartenverleger[28]
- Reto Gurtner (* 1955), Ökonom, Jurist und Tourismus-Unternehmer
- Theodore Garbade (1873–1961), Bankier, Präsident des Verbandes der Zigarrenhersteller Kubas
- Rainer Küschall (* 1947), mehrfacher Paralympics-Gewinner, Weltmeister, Rennfahrer und Rollstuhldesigner, wuchs in Flims auf
- Oreste Olgiati (* 23. April 1869 in Poschiavo; † 3. Oktober 1920 in Flims), Bündner Grossrat, Stadtpräsident von Chur, Regierungsrat[29]
- Rudolf Olgiati (1910–1995), Architekt
- Valerio Olgiati (* 1958), Architekt und Akademieprofessor
- Andri Ragettli (* 1998), Freeskier
- Daniel Schmid (1941–2006), Filmemacher, wuchs im Hotel «Schweizerhof» auf

## Politische Behörde
Der Gemeindevorstand setzt sich seit dem 1. Januar 2025 wie folgt zusammen:
- Schmidt Christoph, Gemeindepräsident (Ersatz für Martin Hug)
- Casty Guido, Vizepräsident und Grossrat
- Gartmann Laurène, Vorsteherin in den Bereichen Umwelt, Soziales und Sicherheit
- Bonderer Imper Sol-Britt, Departementsvorsteherin Bildung
- Fantini Nicola, Departementsvorsteher Bauwesen

Die Gemeindeverwaltung befindet sich im Schlössli, Flims Dorf. Sie wird seit vielen Jahren vom Gemeindeschreiber Martin Kuratli geführt.

## Sportvereine
Einer der zahlreichen Sportvereine der Gemeinde Flims ist der Eishockey-Club Flims. Dieser spielt mit der 1. Mannschaft in der Amateurliga der Regio League, Gruppe 4 (Nord-Ostschweiz). Heimspielstätte ist das Stadion vom Sportzentrum Prau la selva in Flims.

## Kurhäuser und Institute
Seit Alters her wurde im Caumasee gebadet, und so wurde Flims nach dem Aufkommen von Luftkuren ein Kurort mit zwei Kurhäusern in Fidaz und Flims Waldhaus. Daneben entstanden mehrere Kinderheime sowie drei Schulinstitute im Ortsteil Waldhaus: das Institut Briner (1927–1956), dessen Nachfolger, das Alpine Progymnasium Flims (1956–1993) und das Schulinternat Flims, das eines der zwei ausserkantonalen Heime der Stiftung Zürcher Kinder- und Jugendheime ist. Die Stiftung hatte 1999 das Internat übernommen, das die Stadt Zürich im Jahr 1943 gekauft und ursprünglich als Erholungsheim für lungenkranke Kinder verwendet hatte.

## Galerie

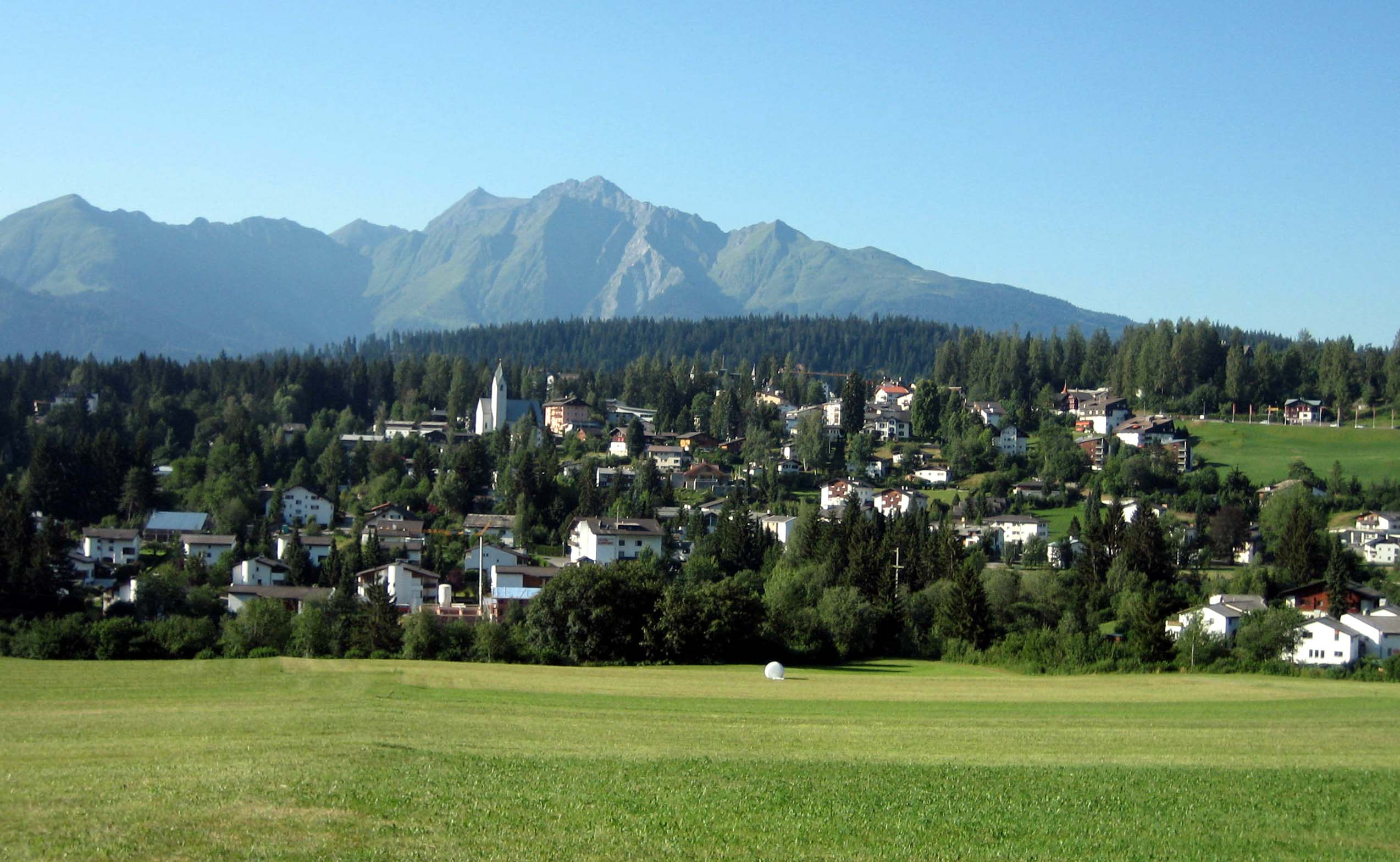
Flims Waldhaus
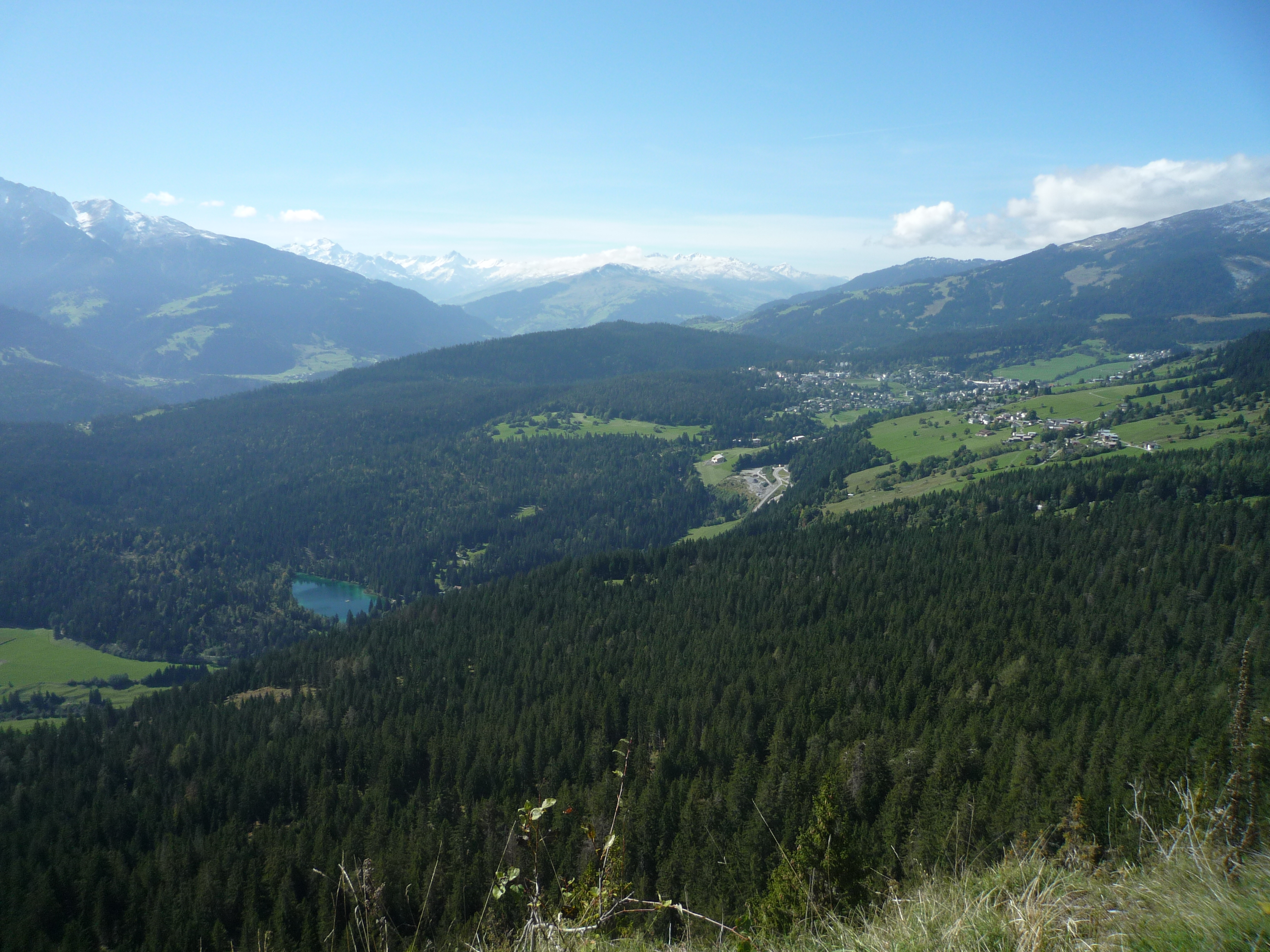
Flimser Wald
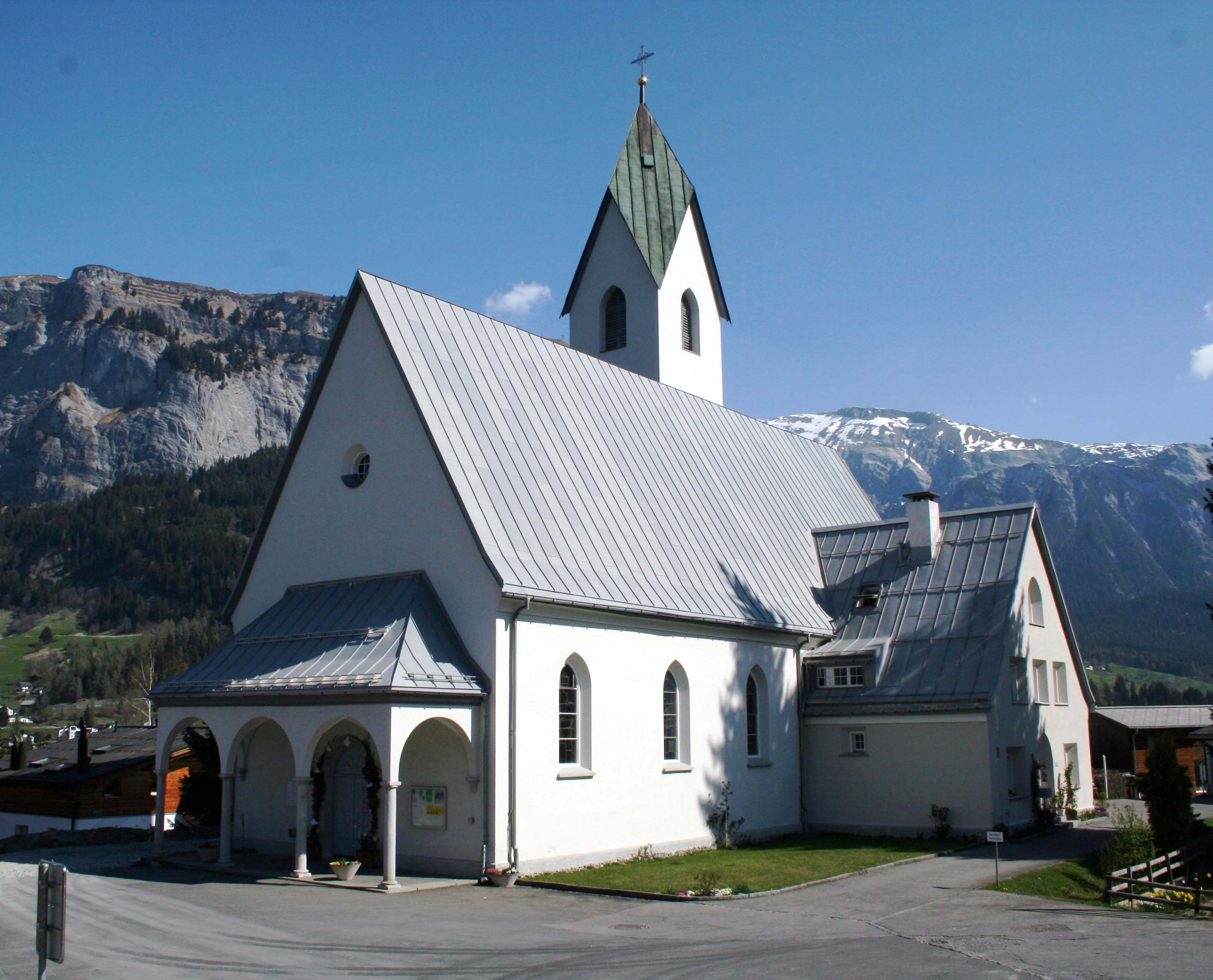
Katholische Kirche
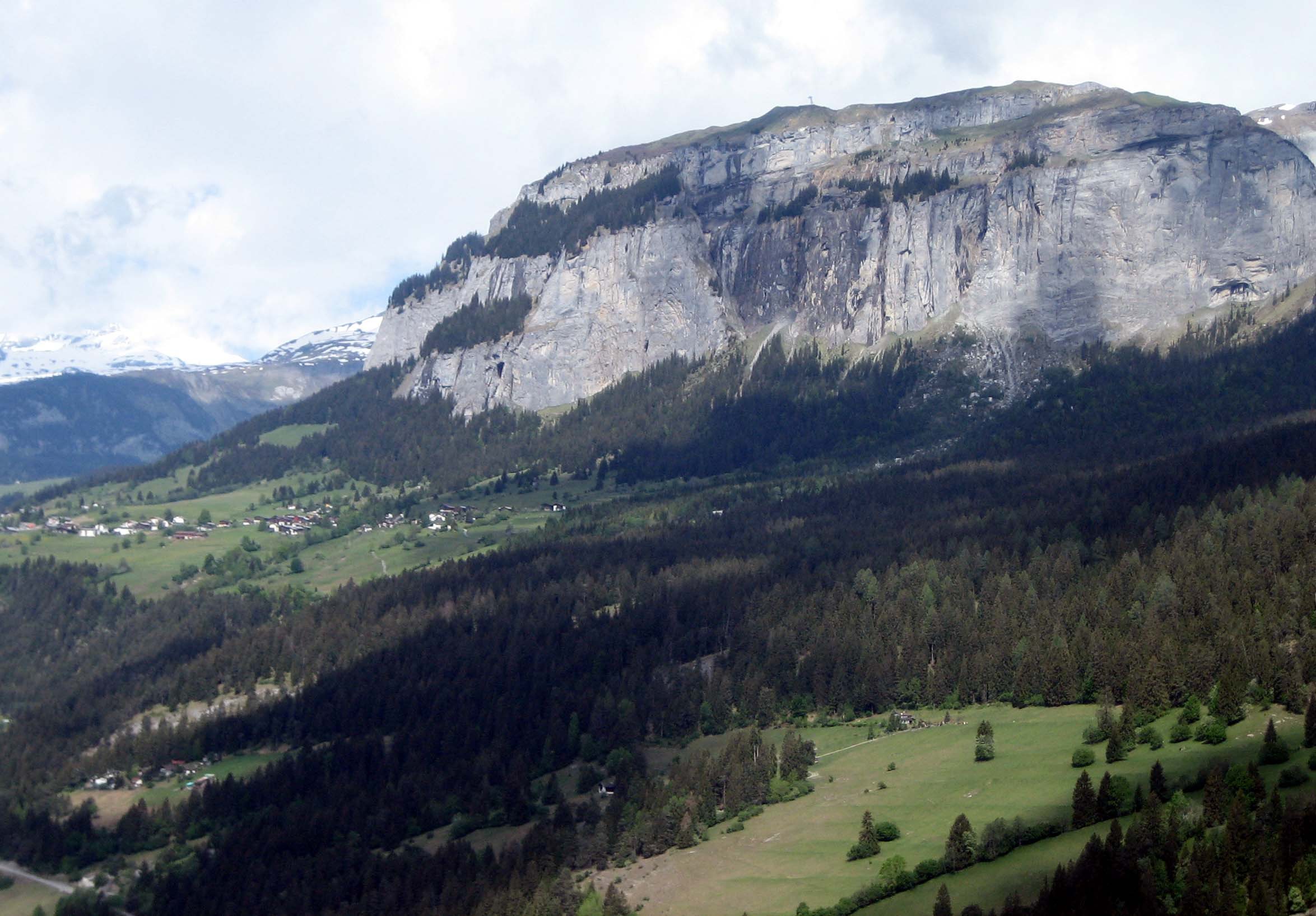
Flims Fidaz unter dem Flimserstein
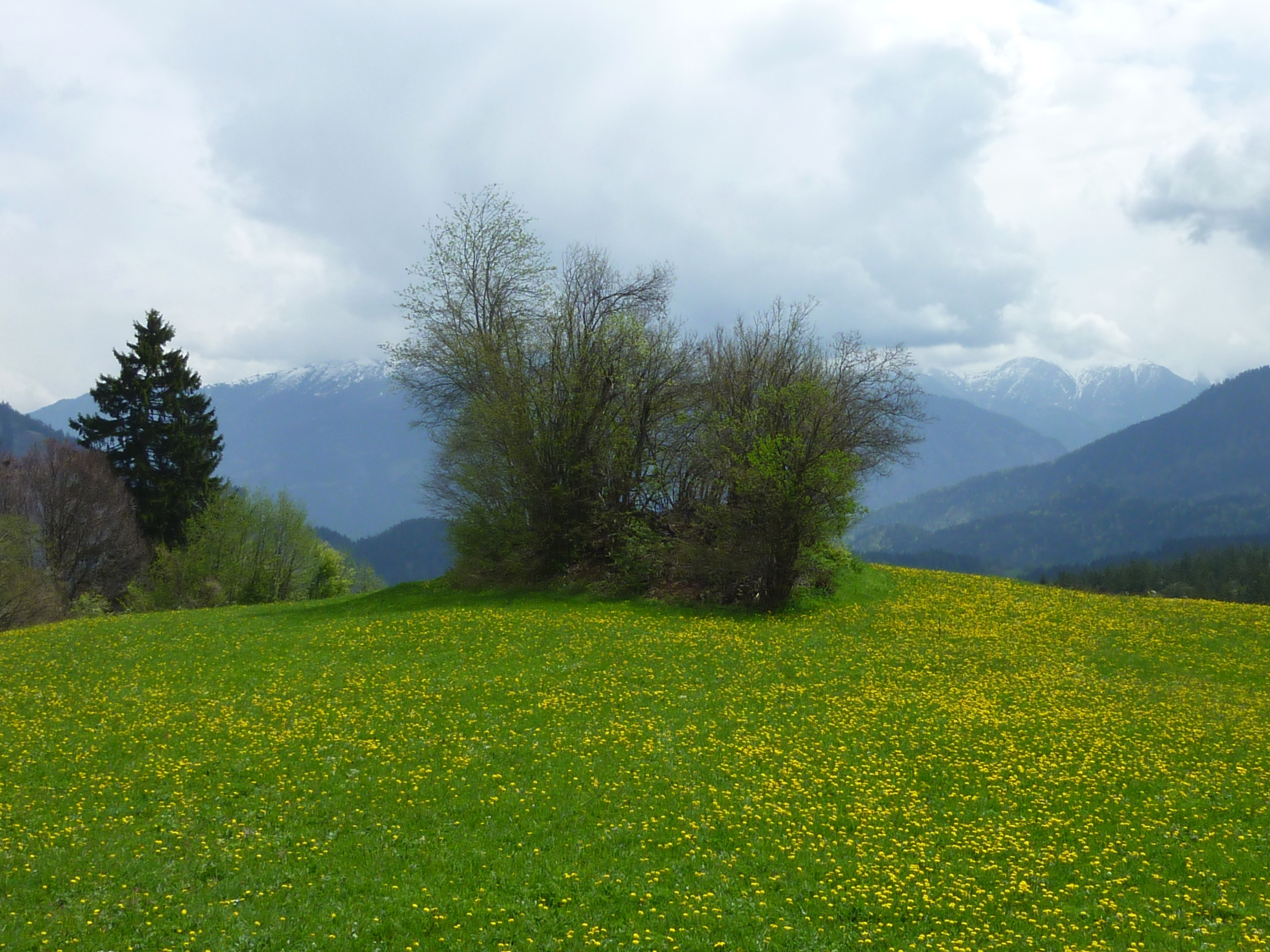
Lage der ehemaligen Elisabethenkapelle an der Strasse nach Trin; erwähnt 1488 und 1528 noch in Gebrauch
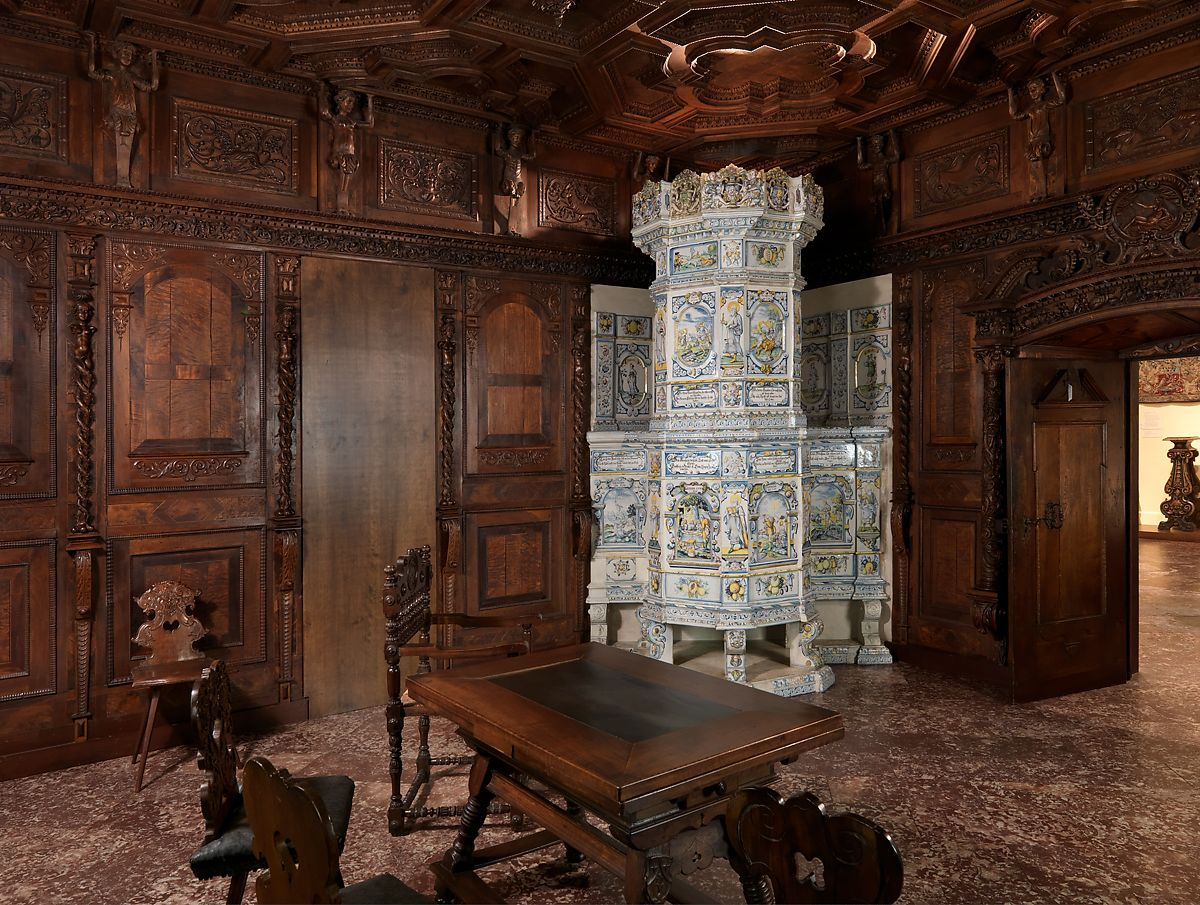
Capol-Stube von 1682 aus dem Schlössli (heute im MET-Museum in New York)
Flims. Historisches Luftbild von Werner Friedli, 1949